# Jamie Oliver
James (Jamie) Trevor Oliver (1975. május 27. –) Primetime Emmy-díjas brit sztárszakács.

## Életrajza
Egy kis essexi faluban, Claveringben nőtt fel. Szüleinek egy The Cricketters nevű pubja volt. 1989-ben Leigh Haggerwooddal együtt megalapította a Scarlet Division nevű együttest. 16 évesen elvégezte a Westminster Catering College-ot. Néhány évet a híres londoni szakács, Gennaro Contaldo mellett töltött, akit egyik kulináris mentorának tekintett. Az első munkája a Antonio Carluccio's Neal's Yard étteremben volt, ahol a tésztákat készítette. Ezután Oliver a The River Café (Fulham) sous chef-je lett. Először 1996-ban egy dokumentumműsorban szerepelt, melynek címe Christmas at the River Café volt. Llewellyn televíziós producer ekkor fedezte fel.
2000. június 24-én elvette Juliette Nortont, ismertebb nevén Joolst. A párnak három lánya és két fia van, Poppy Honey (2002. március 18.), Daisy Boo (2003. április 10.), Petal Blossom Rainbow (2009. április 3.), Buddy Bear Maurice (2010. szeptember 15.) és River Rocket Blue Dallas (2016. augusztus 7.) A család Clavering-ben (Essex) él.
2003 júniusában a Brit Birodalom rendjének tagjává ütötték. Felállította a Fifteen jótékonysági éttermet, ahol 15 hátrányos helyzetű fiatalnak adott álláslehetőséget a vendéglátóiparban. Szándékai szerint országszerte, valamint Sydney és New York területén is állít fel ilyen helyeket.

## Televíziós műsorai

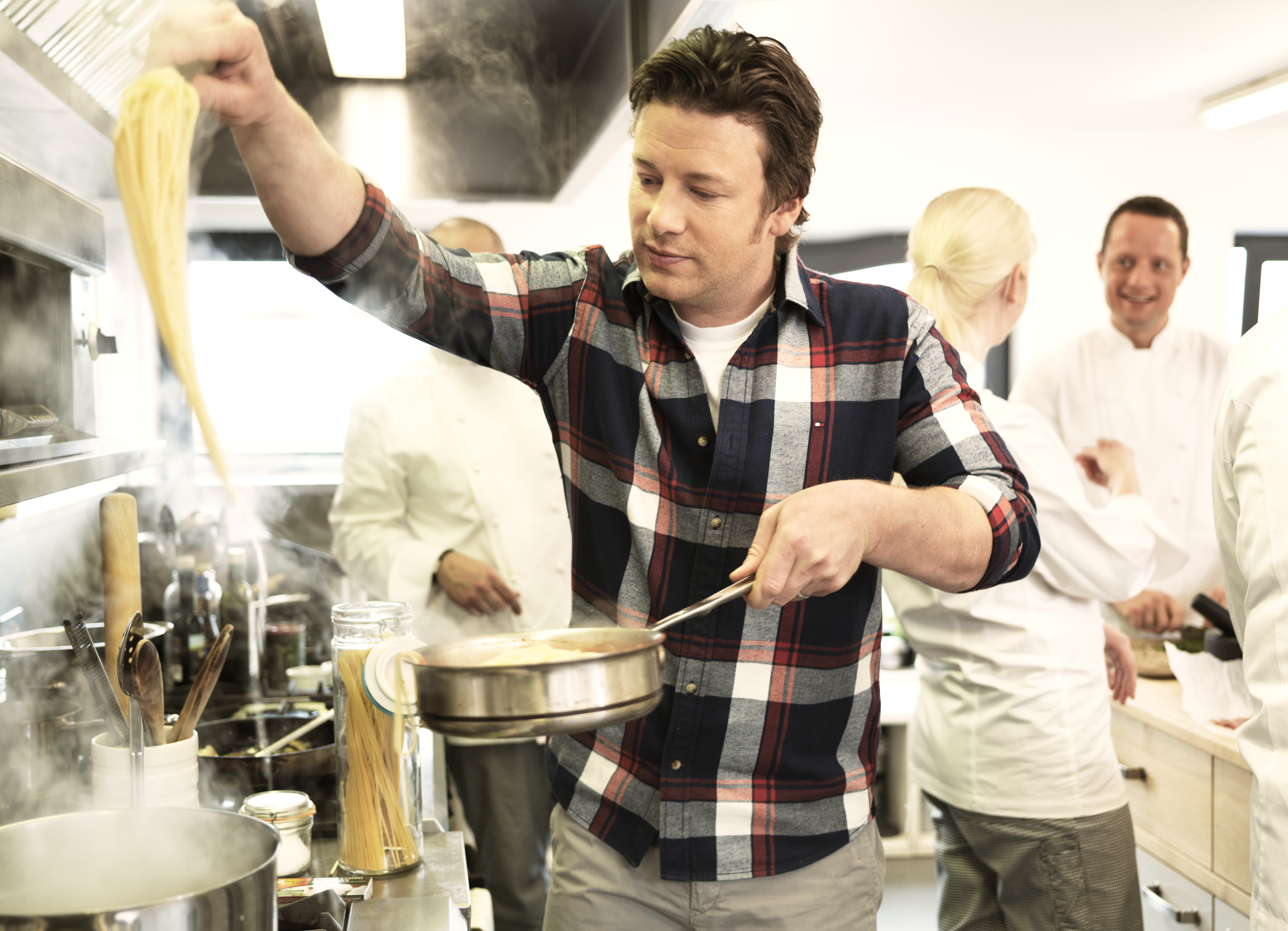
Jamie Oliver (2014)

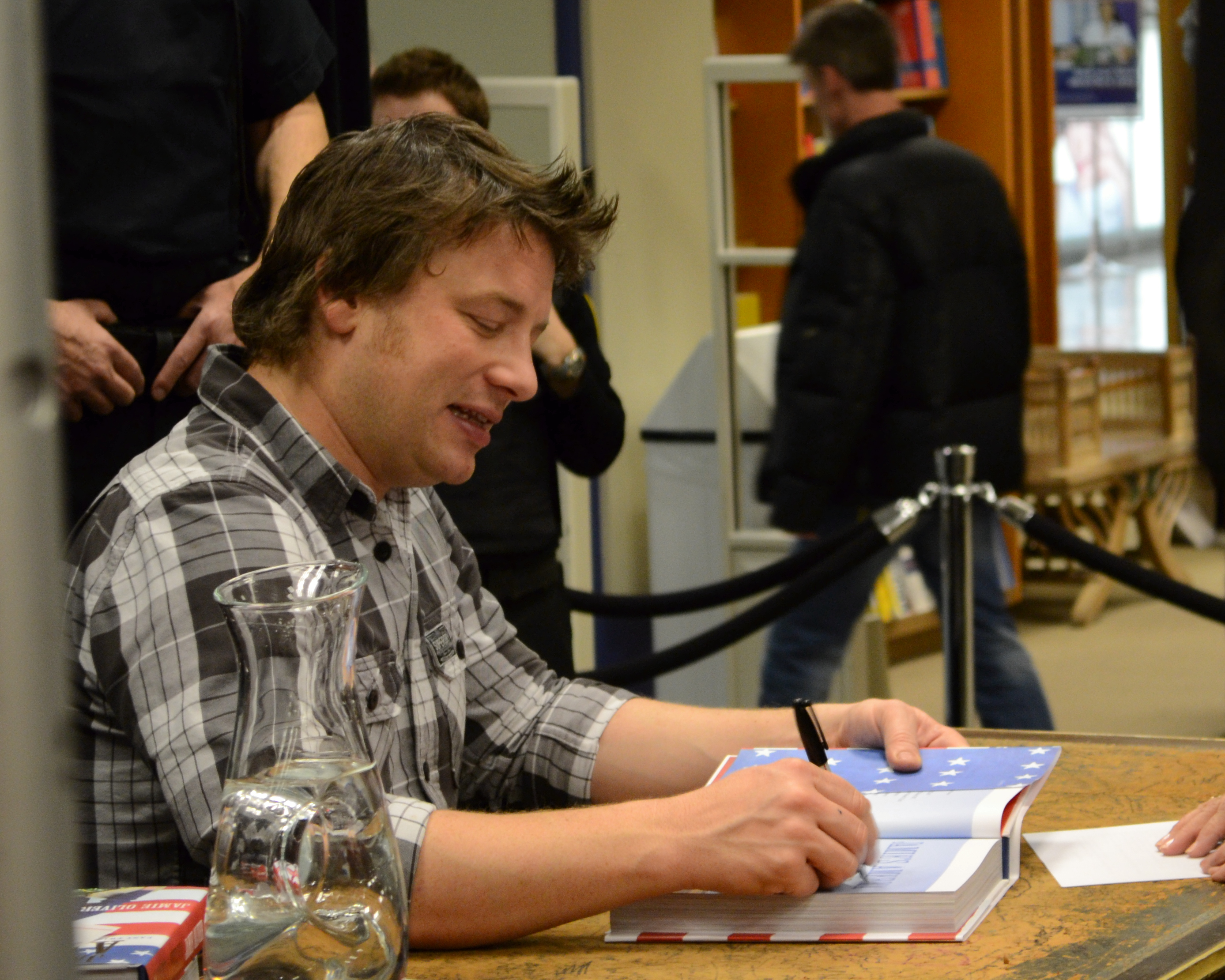
Jamie Oliver (2010)

- Első sorozata a BBC Naked chef (Főzzünk egyszerűen) (1998–1999) című műsora volt. A cím az általa elkészített ételek egyszerűségére utal, s semmi köze sincs a meztelenséghez. A műsor sikere miatt a Főzzünk megint egyszerűen és a Happy days with the naked chef című műsorokat is leforgatták (ez utóbbit nem mutatták be nálunk).
  - Évadok:
    - 1. évad (6 rész): 1999. április 14. – 1999. június 16.
    - 2. évad (8 rész): 2000. április 12. – 2000. május 31.
    - 3. évad (8 rész): 2001. október 16. – 2001. december 4.
      - Különkiadás: "Christmas comes early": 1999. december 21.
      - Különkiadás: "Christmas in New York": 2000. december 20.
      - Különkiadás: "Christmas Party": 2001. december 19.
- Pukka Tukka 2000-ben vetítették a Channel 4.-en.
- Oliver's Twist 2000-ben vetítették a Channel 4.-en.
- Jamie konyhája című sorozatát 5 részben vetítették 2002-ben. Ebben 15 hátrányos helyzetű fiatalt követtek, akik megpróbálták elvégezni a tanfolyamot, hogy munkát kaphassanak Jamie éttermében a "Fifteen"-ben. Ezt követte a Visszatérés Jamie konyhájába című sorozat 2003-ban.
- Jamie's Kitchen Australia 10 részes sorozat volt 2006-ban,hasonló a Jamie konyhája sorozatban, csak Ausztráliában forgatták. Az Egyesült királyságban Oliver vezetett egy kampányt, melynek célja az volt, hogy bemutassa a gyermekek iskolai ebédjének minőségét. Ebből a körútból született a Jamie menzája. A kampányt követően a kormány 20 millió fontot rakott félre a gyermekétkeztetés javítására, melyet három év alatt költöttek el. Műsorait több mint 40 országban sugározták, többek között Magyarországon és az USA-ban is.
- Az Olasz meló Jamie módra 2005 októberétől szerepelt a Chanel 4 műsorán.
- Jamie at home című sorozata 2007-ben készült. A 26x30 perces sorozatban Jamie bemutatja a vidéki élet szépségeit, hogyan főzzünk gyorsan és egyszerűen otthoni alapanyagokból egészséges és finom ételeket. A sorozatot magyarul a Paprika Tv vetítette.
- Jamie's food revolution című sorozatában 2009 telén követhetjük végig Jamie-t, amikor Amerikába utazott, hogy megreformálja az ottani közoktatási rendszert. A britt verzióval ellentétben, az USA-ban nem lelt akkora támogatottságra.
- Jamie's Fowl Dinners (2008) was a special with Jamie backing Hugh Fearnley-Whittingstall's "Hugh's Chicken Run" in trying to get the British to eat free range chickens.[36]
- Jamie's Ministry of Food (2008) egy 4 részes sorozat volt. Rotherham-ban forgatták (South Yorkshire). Oliver szerette volna a várost "az egyesült királyság kulinális fővárosává" tenni és próbálta megtanítani a lakókat, hogyan főzzenek finom és egészséges ételeket a mindennapjaik során. 'Pass It On' kampány szintén arra szolgál, hogy a városélakókat tanítsa meg különböző receptekre. A kampány követhető a facebookon is.
- What's Cooking? with Jamie Oliver (2008) egy videójáték Jamie Oliver narrálásával.
- Jamie Saves Our Bacon (2009) egy tematikus adás volt a Chanel 4-en, ahol Jamie Oliver kifejezetten Anglia sertéstenyésztésével foglalkozott. Az adás magyarul a Spektrum TV-n volt látható.
- A Jamie karácsonya (Jamie's Family Christmas) című 5 részes minisorozat, 2009 telén készült. ebben Jamie bemutatja hogyan készül ő és családja a karácsonyi ünnepekre. A sorozatot magyarul a Spektrum TV vetítette le.
- Szintén 2009-ben készült a Jamie's american road trip című sorozat, amiben Jamie bejárja az Amerikai Egyesült államokat New York-tól New Orleans-ig és bemutatja, annak étkezési különlegességeit. A sorozatot magyarul a Spektrum TV vetítette le.
- Jamie's dream school (2011) című sorozatának célja, hogy 20 hátrányos helyzetű gyereknek adjon egy második esélyt a képesítés megszerzésére. A sorozatban, maga Jamie tanítja a gyerekeket és betekintést kaphatunk az oktatási és magánéleti problémáikba is.
- Jamie 30 perces kajái (Jamie's 30-minute meals) címmel indult sorozata 2010-ben a Chanel 4 műsorán, amit a magyar TV Paprikán lehet látni. Fél óra nem is gondolná mi mindenre elég, ha sarokba állítjuk félelmeinket, úgymint "leég a vacsora, hanem nézem folyamatosan". Engedje el magát és főzzön úgy, mint még soha, a jelszó: halál a porlevesre!
- Jamie's Fish Supper (2011) egy egyórás speciális show, amiben Oliver 10 halreceptet főzött meg a Big Fish Fight kampány részeként.
- Jamie Cooks Summer (2011) egy egyórás speciális show, amiben Oliver nyári ételeket főzött külső helyszíneken.

## Egyéb televíziós szereplések
Oliver kétszer szerepelt a Channel 4’ The Friday Night Project című műsorában.
Kétszer szerepelt a BBC Two's Top Gear című műsorában.
Oliver a második brit séf, akit meghívtak (az első Robert Irvine) az Iron Chef America című műsorba, hogy megmérkőzzön Mario Batali séffel 2008-ban.
2008-ban szerepelt Oprah Winfrey műsorában az ABC-n (USA).
Vendégszerepelt a „Meatloaf Surprise” című epizódban a Phineas and Ferb című rajzfilmben.

## Élő show-k
A Happy Days Live az első élő show volt 2001-ben és számos alkalommal volt Nagy-Britanniában és Ausztráliában. Ebben a műsorban Jamie Oliver egy színpadon főzött, vizuális effektek és zene kíséretében, csakúgy, mint egy rock-koncerten. Ezekben a műsorokban ő is dobolt és énekelt.
Minden évben szerepelt a BBC Good Food show-ban és 2006-ban részt vett egy Ausztrál túrán, ebben a showban szintén szerepelt régi mentora Gennaro Contaldo, és a diákok a Fifteen London étteremből. A turnéról sikeres TV-dokumentumfilm készült Australian Diary címmel.

## Reklámokban
Egy pénzügyileg sikeres kampányban is részt vett, ami a Sainsbury áruházlánc egészséges ételeit hirdette. A BBC nem örült a hirdetéseknek, és elvetette az OliverArmy című sorozat forgatását. Ebben a műsorban 16 munkanélkülit tanított volna meg főzni. Ettől kezdve sorozatait a Chanel 4 sugározta. Új-Zélandon egy televíziós reklámsorozatban szerepelt, amiben a Foodstuffs Palm's márkáját népszerűsítette.

## Könyvei magyarul
- ...és egyszerűen csak főzz!; fotó David Loftus, ford. Számadó Balázs; Park, Bp., 2002
- A pucér szakács; ford. Sepsei Gergely; Park, Bp., 2003
- A pucér szakács visszatér; ford. Dobi Ildikó; Park, Bp., 2004
- Jamie vacsorái; fotó David Loftus, Chris Terry, ill. Marion Deuchars, Rácz Júlia, ford. Dobos Anna; Park, Bp., 2005
- Olasz kaják; fotó David Loftus, Chris Terry, ford. Dobos Anna; Park, Bp., 2006
- Jamie konyhája; ford. Dobos Anna; Park, Bp., 2007
- Jamie természetesen, 100 recept a kertemből; ford. Dobos Anna; Park Kiadó, 2009
- Jamie főzőiskolája – Tanulj meg főzni 24 óra alatt; ford. Dobos Anna; Park Kiadó, 2010
- Jamie belevág... Spanyol, olasz, svéd, marokkói, görög, francia receptek. Könnyed variációk nemzeti ételekre; fotó David Loftus, ford. Dobos Anna; Park, Bp., 2011
- 30 percesek; ford. Dobos Anna; Park Kiadó, 2013. ISBN 9789633550199
- 15 perces kaják; ford. Dobos Anna; Park Kiadó, 2014. ISBN 9789633551059
- Otthonos ízek. Finom, laktató, kiadós; fotó David Loftus, ford. Dobos Anna, Majoros Klára; Park, Bp., 2015 ISBN 9789633551950
- Minden napra superfood; ford. Dobos Anna; Park, Bp., 2016
- Karácsonyi receptek; ford. Dobos Anna; Park, Bp., 2017
- 5 hozzávaló. Gyors és könnyű ételek; fotó David Loftus, ford. Dobos Anna; Park, Bp., 2018
- Vega. Könnyű és finom zöldséges receptek; fotó David Loftus, ford. Szitás Erzsébet; Park, Bp., 2019
- 7-féle. Egyszerű ötletek a hét minden napjára; ford. Szitás Erzsébet; Park, Bp., 2020
- Együtt. Feledhetetlen könnyed étkezések; ford. Szitás Erzsébet; Park, Bp., 2021

## Könyvei angolul
- Something for the Weekend, ISBN 0-1410-2258-2
- The Naked Chef, ISBN 0-7868-6617-9
- The Return of the Naked Chef, ISBN 0-7181-4439-2
- Happy Days with the Naked Chef, ISBN 0-7868-6852-X
- Jamie's Kitchen, ISBN 1-4013-0022-7
- Jamie's Dinners, ISBN 1-4013-0194-0
- Jamie's Italy, ISBN 0-7181-4770-7
- Cook With Jamie: My Guide to Making You a Better Cook , ISBN 0-7181-4771-5
- Jamie's Little Book of Big Treats, ISBN 0-1410-3146-8
- Jamie at Home: Cook Your Way to the Good Life, ISBN 978-0718152437
- Jamie's Ministry of Food: Anyone Can Learn to Cook in 24 Hours, ISBN 978-0718148621
- Jamie's Red Nose Recipes, ISBN 978-0141041780
- Jamie's America, ISBN 978-0718154769
- Jamie does... Spain, Italy, Sweden, Morocco, Greece, France, ISBN 978-0718156145
- Jamie's 30-minute Meals, ISBN 978-0718154776
- Jamie's Great Britain, ISBN 978-0718156817
- Jamie's Comfort Food, 2014. ISBN 9780718159535

## Könyvek Jamie Oliverről – magyarul
- Trevor Clawson: Üzlet Jamie Oliver módra. A tudatos márkaépítés 10 receptje; ford. Niklasson Katalin; HVG Könyvek, Bp., 2010 ISBN 9789633040188
- Gilly Smith: Jamie Oliver. A pasi, az ízek, a forradalom; ford. Dobosi Bea; Real Egmont, Bp., 2012 ISBN 9789633432259